# Iwan Weijk
Anders Iwan Weijk, född 2 februari 1902 i Borlänge, död 12 september 1976 i S:t Görans församling i  Stockholm, var en svensk reklamman, målare och tecknare.
Han var son till Anders Weijk och Ulrika Eriksson och från 1933 gift med Elisabet Fröjdefull. Weijk utbildade sig först till reklamman vid en reklamskola i Stockholm innan han studerade Edvin Ollers vid Högre konstindustriella skolan 1927. Han var därefter verksam som reklamman och slutligen som reklamchef. Vid sidan av sitt arbete var han verksam som konstnär och medverkade i Dalarnas konstförenings utställningar i Leksand. Som konstnär har han utfört krokimotiv i akvarell eller teckning samt ett 1000-tal illustrerade hyllningsadresser. Iwan Weijk är gravsatt i minneslunden på Skogskyrkogården i Stockholm.    